# Debsirindra
Rainha Debsirindra de Siam (em tailandês:   เทพศิรินทร; RTGS: Thepsirin), anteriormente rainha Ramphoei Phamaraphirom (em tailandês:   รำเพย ภมราภิรมย์), Princesa Ramphoei Siriwong (em tailandês:   รำเพย ศิริวงศ์; 17 de julho de 1834 - 9 de setembro de 1862) Era a segunda consorte do rei Mongkut, e mãe do rei Chulalongkorn.

## Biografia

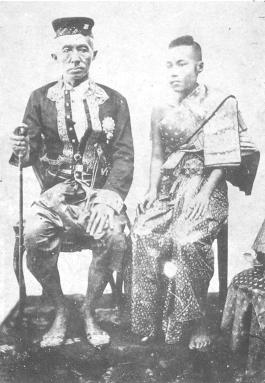
Rei Mongkut e Rainha Debsirindra

A princesa Ramphoei nasceu em 1834 filha do Príncipe Siriwongse, o Príncipe Matayaphithak (filho de Rama III e Concubine Sap) e Lady Noi (Mom Noi). Era descendente de Mon.  Quando seu pai morreu em apenas 27 anos, seu avô - o rei - levou-a e sua irmã Phannarai ao Grand Palace e elas foram ditas ser suass netas favoritas.  Em 1853, Ramphoei casou seu tio-avô Mongkut (que era 30 anos mais velho) e foi elevado a um Phra Ong Chao (um grau mais elevado da princesa). No mesmo ano ela deu à luz o Príncipe Chulalongkorn. Ela mais tarde se tornou Rainha Ramphoei.
Ela teve 4 filhos com o Rei Mongkut.
1. Príncipe Chulalongkorn (em tailandês:   จุฬาลงกรณ์), mais tarde "King Chulalongkorn" (1853-1910)
2. Princesa Chandornmondon / Chanthonmonthon (em tailandês:   จันทรมณฑล), mais tarde "a Princesa Wisutkrasat" (1855-1863)
3. Prince Chaturonrasmi / Chaturon Ratsami (em tailandês:   จาตุรนต์รัศมี), mais tarde "Prince Chakrabardibongse" (1856-1900)
4. Príncipe Bhanurangsi Savangwongse (em tailandês:  ภาณุรังษีสว่างวงศ์), mais tarde o príncipe Bhanubandhuwongse Voradej (1859-1928)

A rainha Ramphoei morreu em 1861. Sua irmã (que também era esposa de Mongkut), a princesa Phannarai, agiu como consorte de Mongkut durante o restante de seu reinado. Quando Chulalongkorn foi coroada em 1867, recebeu postumamente o título Debsirindramataya, a rainha mãe. Seu neto, Vajiravudh (Rama VI), deu a ela o nome de rainha Debsirindra.

## Títulos e estilos
- Sua Serena Alteza  Princesa Ramphoei Siriwong
- Sua Alteza Real  Princesa Ramphoei Phamaraphirom, a Princesa Consorte do Rei Mongkut
- Sua Majestade  Rainha Ramphoei Phamaraphirom
- Sua Majestade Rainha Debsirindramataya, a Rainha Mãe (nome póstumo de Rama V)
- Sua Majestade Rainha Debsirindra (nome póstumo de Rama VI)